# 徐璘
徐璘（1451年—？），字文𤩹，山東登州衛軍籍直隸蘇州府崑山縣人，明朝政治人物。

## 生平
成化二十二年丙午科順天府鄉試第一百十名舉人。成化二十三年（1487年）中式丁未科會試第二百二十九名，三甲第一百七十九名進士。行取授南京都察院理刑知县，弘治三年（1490年）五月實授南京雲南道监察御史，十年四月考察降调。正德三年（1508年）任江西万安县知县。

## 家族
曾祖徐福肆；祖父徐添福；父徐能，前母吳氏；母陳氏；前母吳氏。慈侍下。